# スリクリーン
スリクリーン(Thri-kreen)、あるいはマンティス・ウォリアー(Mantis warriors)は、テーブルトークRPG『ダンジョンズ&ドラゴンズ』（D&D）に登場する架空のカマキリ人間である。スリクリーンは過酷な砂漠世界が舞台のダーク・サンに登場する主要種族の1つであり、他にもフォーゴトン・レルムやスペルジャマーにも登場する。

## 掲載の経緯
スリクリーンはアドバンスト・ダンジョンズ&ドラゴンズ（AD&D）の小道具として発売された『モンスター・カード』の第2集(1982、未訳)において、ポール・リーチ3世(Paul Reiche III)のデザインによって初めて登場した。その後、『Monster ManualⅡ』(1983、未訳)に掲載された。
AD&D第2版では、フォーゴトン・レルムのモンスターを扱った『Monstrous Compendium Forgotten Realms Appendix』(1989、未訳)に登場し、『Monstrous Manual』(1993、未訳)に再掲載された。『ドラゴン』179号(1993年9月)にはダーク・サン世界に合わせたアサシアン・スリクリーン( Athasian thri-kreen)が登場し、『Dark Sun Monstrous Compendium Appendix II: Terrors Beyond Tyr』(1995、未訳)に再掲載された。『Player's Option: Skills & Powers』(1995、未訳)ではプレイヤー用種族として登場しており、ダーク・サンの第2版となる『Dark Sun Campaign Setting, Expanded and Revised』(1995、未訳)にも掲載された。
D&D第3版では『モンスターマニュアルⅡ』(2002)に登場している。『Savage Species』(2003、未訳)と、『Expanded Psionics Handbook』(2004、邦題『サイオニック・ハンドブック』)ではプレイヤー用種族として登場した。『ドラゴン』319号(2004年5月)のダーク・サン特集にはアサシアン・スリクリーンが再登場した。フォーゴトン・レルムの地域ガイド、『Shining South』(2004、未訳)にもプレイヤー用種族として登場している。『Complete Psionic』(2006、未訳)にもスリクリーンのプレイヤー用種族としてのデータや、スリクリーン用のサイオニック能力(超能力)の特技などが掲載された。
D&D第4版では、『モンスター・マニュアルⅢ』(2010)に以下の個体が登場している。
- スリクリーンの待ち伏せ屋／Thri-Kreen Ambusher
- スリクリーンの斥候／Thri-Kreen Scout
- スリクリーンの“砂漠と語らう者”／Thri-Kreen Desert Talker

『ドラゴン』411号(2012年5月)では、クリス・シムスによる“Winning Races: Thri-Kreen”特集によってプレイヤー用種族として紹介された。また、第4版でも改訂された『Dark Sun Campaign Setting』(2010、未訳)にもプレイヤー用種族として登場している。同世界のモンスター集、『Dark Sun Creature Catalog』(2010、未訳)には以下の個体が登場している。
- スリクリーンのならず者／Thri-Kreen Bounder
- スリクリーンのぶん殴り屋／Thri-Kreen Mauler
- スリクリーンの“カマキリ戦士”／Thri-Kreen Mantis Warrior

D&D第5版では、『モンスター・マニュアル』(2014)に登場している。

## 肉体的な特徴
平均的なスリクリーンの身長は5フィート4インチ(約160cm)から6フィート6インチ(約195cm)ほど、体重は180ポンド(約81kg)から240ポンド(約108kg)ほどある。
スリクリーンは直立したカマキリのような外見をしているが羽根はなく、全身を黄土色をしたキチン質の甲殻に覆われている。
スリクリーンの肢は昆虫同様に6本あり、最下部の肢一対で直立している。この最下肢の脚力はとても強く、約30フィートの高さまで跳躍ができる。最上部の肢一対は腕として機能している。中間部にある肢一対は、第4版以前は最上部の肢同様に腕として機能していた(すなわち、4本腕であった)が、第4版では修正され、他の四肢と比べて細くなっている。この中間肢は器用で細かな作業に向いているが、力仕事には向いていなく、武器や盾を持つにはおぼつかない。

最上部および中間部の肢には3本の鉤爪が生えた指と1本の親指がある。この鉤爪は戦闘の際、武器として有用である。
スリクリーンの頭部には一対の複眼と触角がある。この触角は高レベルに達すると暗闇でも感知をすることができるが、第4版『Dark Sun Campaign Setting』ではその力を失い、触覚は退化している。口からは毒液を抽出することができ、高レベルに達したスリクリーンは噛みつき攻撃によって相手を麻痺させることもできる。
スリクリーンは卵生で、6年ほどで成人する。スリクリーンの平均寿命は25年で、30歳以上を生きるスリクリーンはほとんどいない。

## 社会
スリクリーンは過酷な砂漠に適応した遊牧民であり、弱肉強食の厳しい掟に生きる狩人である。彼らの属性はおおよそが“混沌にして中立”で、第4版では“無属性”である。
スリクリーンは砂漠の環境に耐えきれる屈強な者、知恵のある者には敬意を示し、砂漠の外に住む軟弱な者、怠惰な者たちは弱者であるとして蔑んでいる。
スリクリーンの文化において狩りは重要な主題である。彼らは物事を狩人と獲物という関係で捉える。戦闘は狩りの一種であり、生活の糧を得るためか自衛のために必要最低限行うものである。自ら殺意のままに襲撃をすることはないが、それでも縄張りを荒らす者には容赦しないし、攻撃した者に対しては躊躇うことなく反撃する。ただし、エルフの肉は大好物である。

スリクリーンにとって人生のあらゆる行動が狩りである。決闘は序列を得るためか復讐、あるいはスリルを得るための狩りである。読書は知識を得る狩りである。冒険は富と栄光のための狩りである。
スリクリーンは生来のサイオニック能力者であり、彼らはこの能力を“祖先の記憶”(Ancestral memory)と呼んでいる。彼らは各々の精神に祖先の霊魂が連綿と受け継がれていると信じており、強靱なスリクリーンはたとえ子がないまま死んでも霊魂は“祖先の記憶”に組み込まれ、後継者に受け継がれるものとしている。そのため、スリクリーンは死を恐れず、惰弱なままで忘れ去られるよりは死を選ぶ。
狩りに従事していないスリクリーンは武器の製造や修理、若者への教育、そして芸術活動(主に彫刻)に費やす。彼らは自らの外殻にエッチングを施したり、ペイントをして飾り立てる。なお、外殻を持つスリクリーンは鎧兜を着用することはなく、荷物を提げるハーネスを着用している。

### クラッチとパック
スリクリーンは通常、クラッチ(Clutch)と呼ばれる小集団で活動している。

このクラッチとは同時に産まれ、無事に孵化した兄弟たちを表し、彼らとの間で最初のクラッチとして堅い結束を結ぶ。スリクリーンは“祖先の記憶”によって産まれた直後から言語を介し、狩りの手法を知る。彼らは互いに協力して狩りを行うが、やがて強靱な個体がクラッチのリーダーとなり、厳格な序列が構成される。そして成長すると、冒険者仲間や狩猟隊といった新しいクラッチを組織する。そうしたクラッチが集合し、パック(Pack)と呼ばれる大集団を構成する。
パックが構成されると、所属するメンバーは個々の実力を確かめ合う。それは問答であったり、時には決闘であったりする。こうしてパック内では厳密な序列が構築され、一番優秀な個体がパックの指導者となる。パックは厳然たる独裁制ではあるが、あくまでもクラッチを第一とするスリクリーンにとって指導者と構成員との間に主従関係は存在しない。各構成員は指導者に対し、自由に意見し助言をし、指導者に地位に見合った働きを要求する。これはクラッチ内でも同様で、各構成員はクラッチの序列を堅持し、指導者を支えなければならないのと同時に、リーダーの資質を常に問い、非力なリーダーが地位を保つことがないよう挑戦しなければならない。
群れを離れ、他の種族の冒険者たちと組んでいる時も、スリクリーンはパーティを新たなクラッチとみなして活動する。

### ギスカとチャトクチャ
ギスカ(Gythka)とチャトクチャ(Chatkcha)はスリクリーン愛用の武器である。金属がほとんどないダーク・サンの世界では骨や牙、木によって作られている。
ギスカは棒の両端に槍の穂先と三日月型の突起がついた両刀武器である。
チャトクチャはスリーダイヤの形状をした手裏剣である。多くのチャクトチャには装飾が施されており、幾つかのチャトクチャは先祖伝来の家宝として代々のパックに受け継がれている。もし家宝のチャトクチャが奪われたりしたら、スリクリーンは名誉にかけて取り戻そうとする。

## D&D世界でのスリクリーン

### フォーゴトン・レルムでのスリクリーン
フォーゴトン・レルムを準拠とするD&D第4版ではスリクリーン誕生の物語が紹介されている。
スリクリーンを創造したのは、彼らが“砂の父”と呼んでいる原始精霊、“古き祖父”とされている。

太古の時代、“砂の父”は広大な砂漠に人気がないと感じ、砂漠から甲虫を拾い上げて最初のスリクリーンにした。硬い甲殻のみでは不十分だと思った“砂の父”は彼らにトカゲの知恵と狐の狡智を与えた。

それから数千年の間、スリクリーンは放浪生活を送っていたが、やがて団結してヴァルカーリと呼ばれる王国を樹立した。王国は百年ほど栄えたが、やがてドラゴンボーンたちのアルコシア帝国が版図を広げ、彼らの王国を併呑した。スリクリーンはドラゴンボーンの下僕となったが、その後アルコシア帝国はパイル・トゥラスとの大戦の果てに潰え、自由の身となったスリクリーンは再び元の遊牧の身へと返っていった。

### ダーク・サンでのスリクリーン
ダーク・サンでのスリクリーンの多くはウェスタン・ヒンターランドで遊牧民として暮らしており、都市に姿を見せることは滅多にない。だが、アイヴォリー・トライアングルとテーブルランドで跋扈する盗賊の巨大パックに属している者も多い。